# Trichillurges brasiliensis
Trichillurges brasiliensis là một loài bọ cánh cứng trong họ Cerambycidae.